# George Fox
George Fox (červenec 1624 Fenny Drayton v Leicestershire – 13. ledna 1691 Londýn) byl anglický protestantský kazatel a spisovatel, zakladatel Společnosti přátel, známější jako kvakeři.
Byl nejstarším synem tkalce Christophera Foxe a byl vychován v anglikánství. Od útlého věku jevil velký zájem o náboženství a bibli. Vyučil se ševcem, ale ve věku 19 let na základě pokynů „vnitřního hlasu“ odešel od rodiny, studoval bibli, hledal osvícení a usiloval o prostotu života. Po třech letech neklidného cestování Anglii si uvědomil, že pravdu lze nalézt pouze vnitřním světlem, že poznání může Bůh dát každému do jeho srdce. Začal kázat a dostal se několikrát do vězení za odchylku od učení státní církve. Nicméně jeho mravní integrita a vnitřní přesvědčení mu získalo mnoho následovníků, z nichž se postupně vytvořila Společnost přátel (Society of Friends). Fox organizaci řídil a podnikl misijní cesty do Irska, Nizozemí, Ameriky a Západní Indie. Oženil se v roce 1669 s Margaret Fellovou.
Foxovým nejznámějším dílem je jeho Deník (posmrtně editovaný a doplněný dalšími autory), napsal také mnoho dopisů.
Byl to mladík dvacetipětiletý, bezúhonných mravů a ve vší svatosti blázen. Byl oblečen do koženého šatu od hlavy k patě, chodil ode vsi ke vsi a brojil proti válce i proti kněžstvu. Kdyby byl kázal jen proti válečníkům, nebyl by se měl čeho bát; on však napadal církevníky. Brzy byl ve vězení. (...) Propuštěn z vězení chodil po venkově s tuctem obrácených; stále kázal proti kněžstvu a čas od času mu nařezali. Jednoho dne byl vystaven na pranýři a tu řečnil ke všemu lidu s takovou silou, že jich padesát obrátil a ostatní tak pro sebe zaujal, že se srotili, vytáhli jej z díry, kde vězel, šli vyhledat anglikánského faráře, který svým vlivem způsobil, že Fox byl takto odsouzen, a strčili jej na pranýř místo něho. Byl tak drzý, že obrátil i několik Cromwellových vojáků, kteří se pak vzdali zabíječského povolání a odmítli skládat přísahu.
Voltaire, Filosofické listy (z 3. listu: „O kvakerech")